# 陳樹渠紀念中學

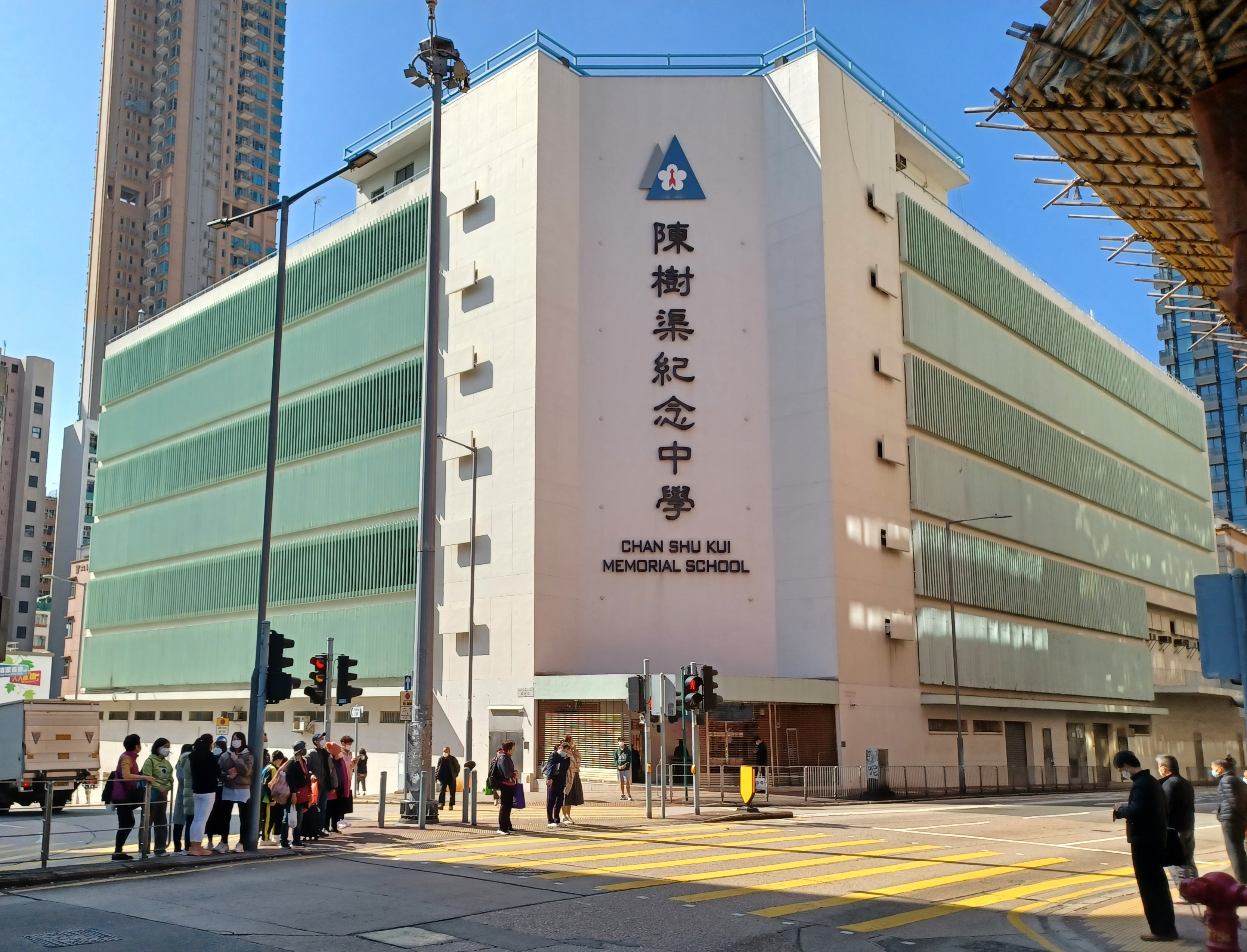
陳樹渠紀念中學現時位於青山道的校舍

陳樹渠紀念中學（英語：Chan Shu Kui Memorial School，前身為1963年由周錫年創辦的博雅書院，1970年代校舍易手且更名為「深水埗香江中學」，屬陳氏教育機構成員。現為一間位於香港深水埗青山道101號，無宗教背景的直資學校，與上海市光明中學及基隆市私立二信高級中學為姊妹學校。

## 校政管理
歷任校監
- 1974年至？　陳麗玲 女士[6][7]
- ？至今　陳耀璋 先生[8][9]

歷任校長
- George Hongchoy 先生[6]
- 王錦釗 先生[10]
- ？至1993年　吳國富 先生[11]
- 1993年至2002年　陳燭餘 女士
- 2002年至2006年　招祥麒 先生[12]
- 2006年至2010年　許婉芳 女士
- 2010年至2016年　林宛君 女士
- 2016年至2017年　徐思明 女士
- 2017年至今　招祥麒 先生

歷任副校長
- 吳國富 先生
- 黃展籌 先生
- 招祥麒 先生
- 蘇淑敏 女士[9]

## 校訓與方針

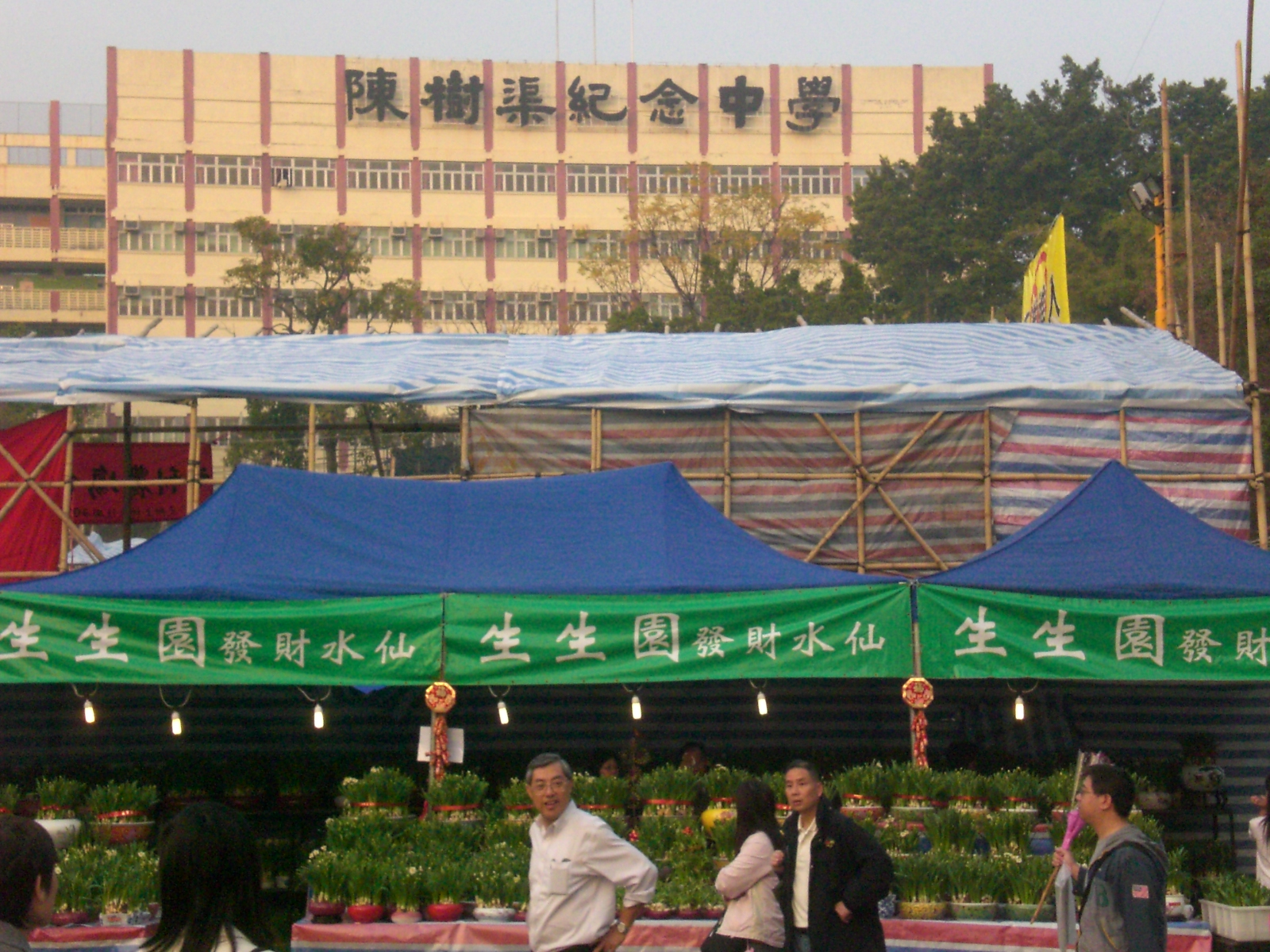
旺角花墟公園遠眺陳樹渠紀念中學舊校舍

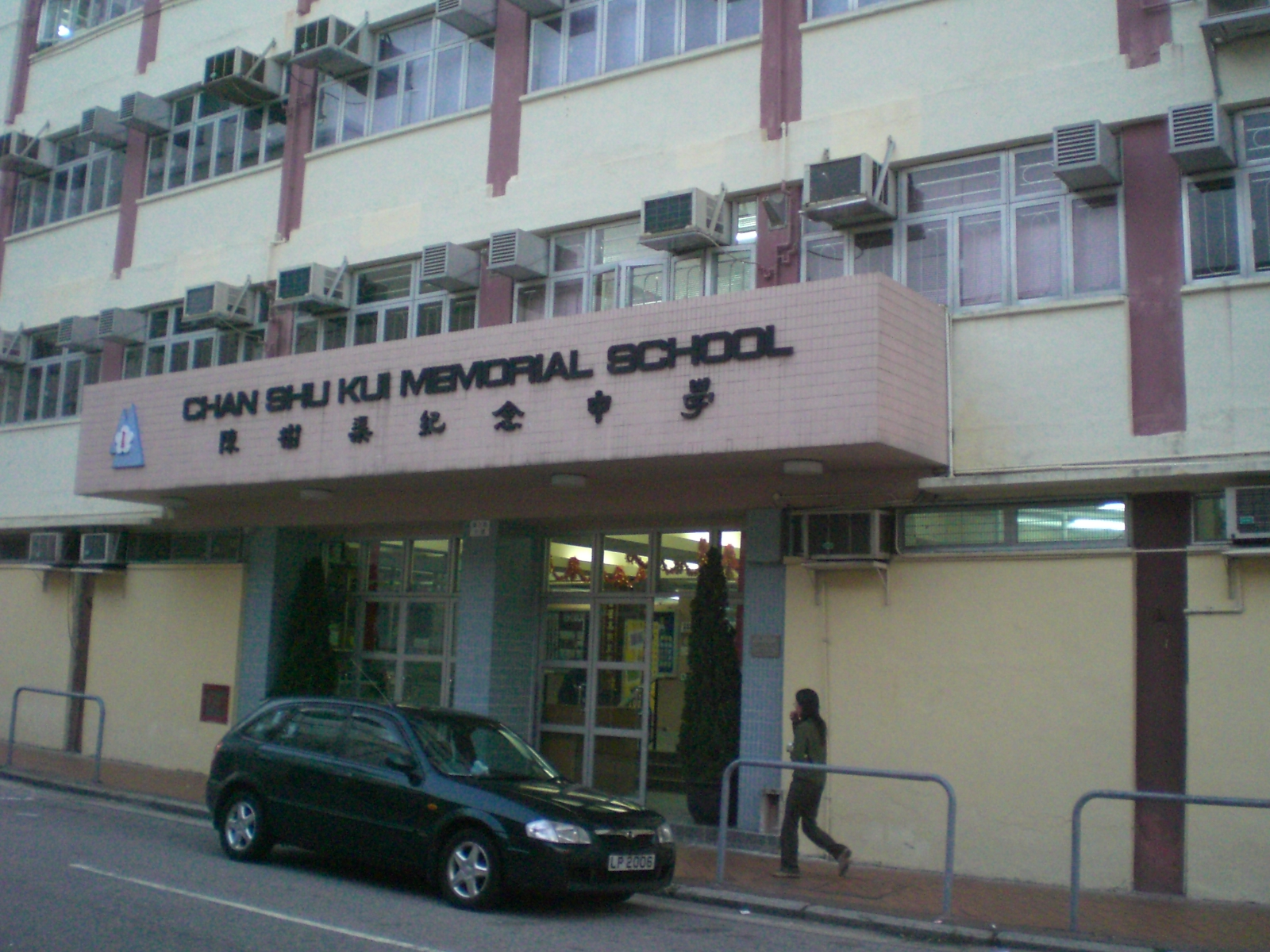
陳樹渠紀念中學石竹路舊址校舍外觀

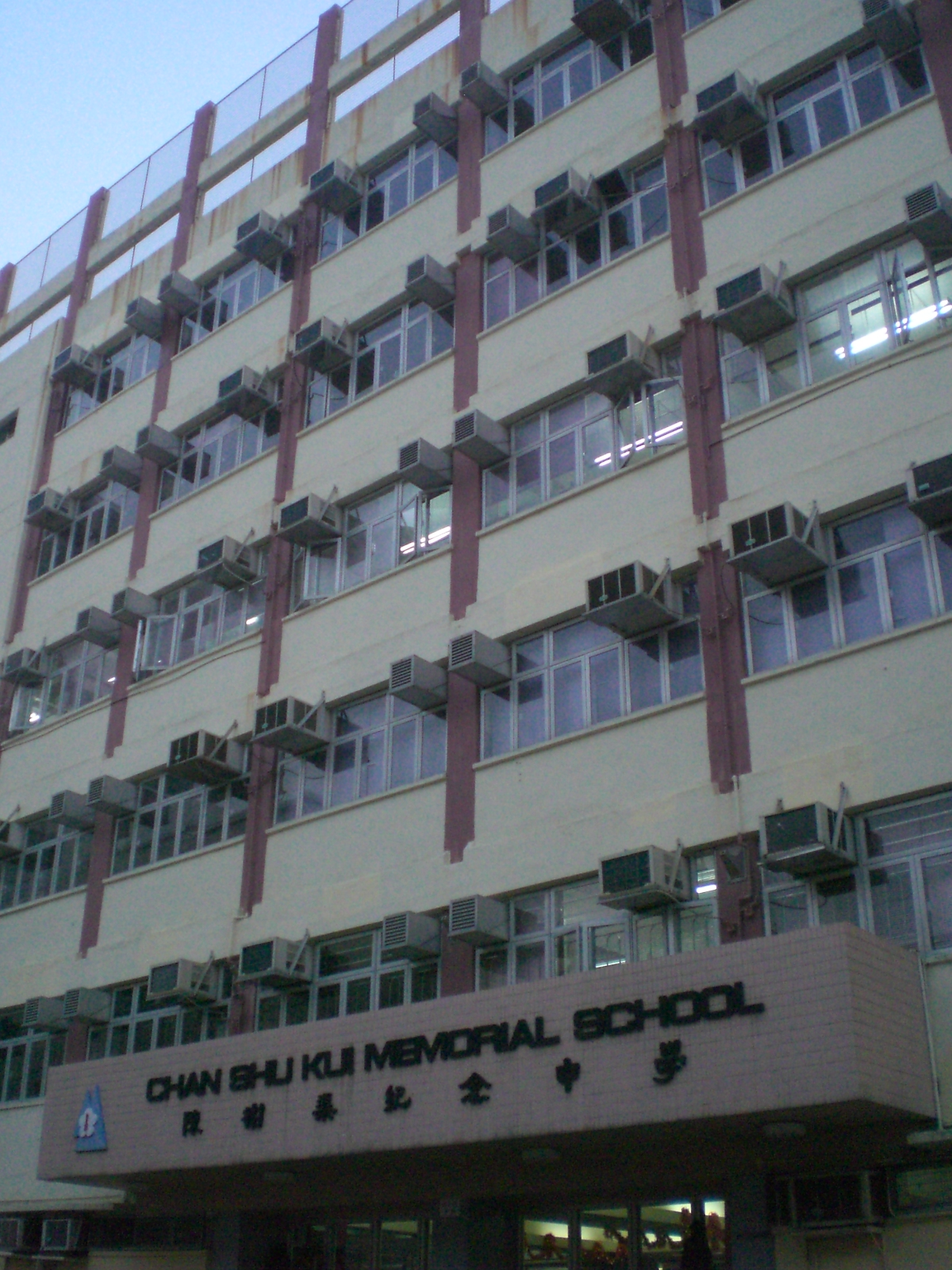
陳樹渠紀念中學正門

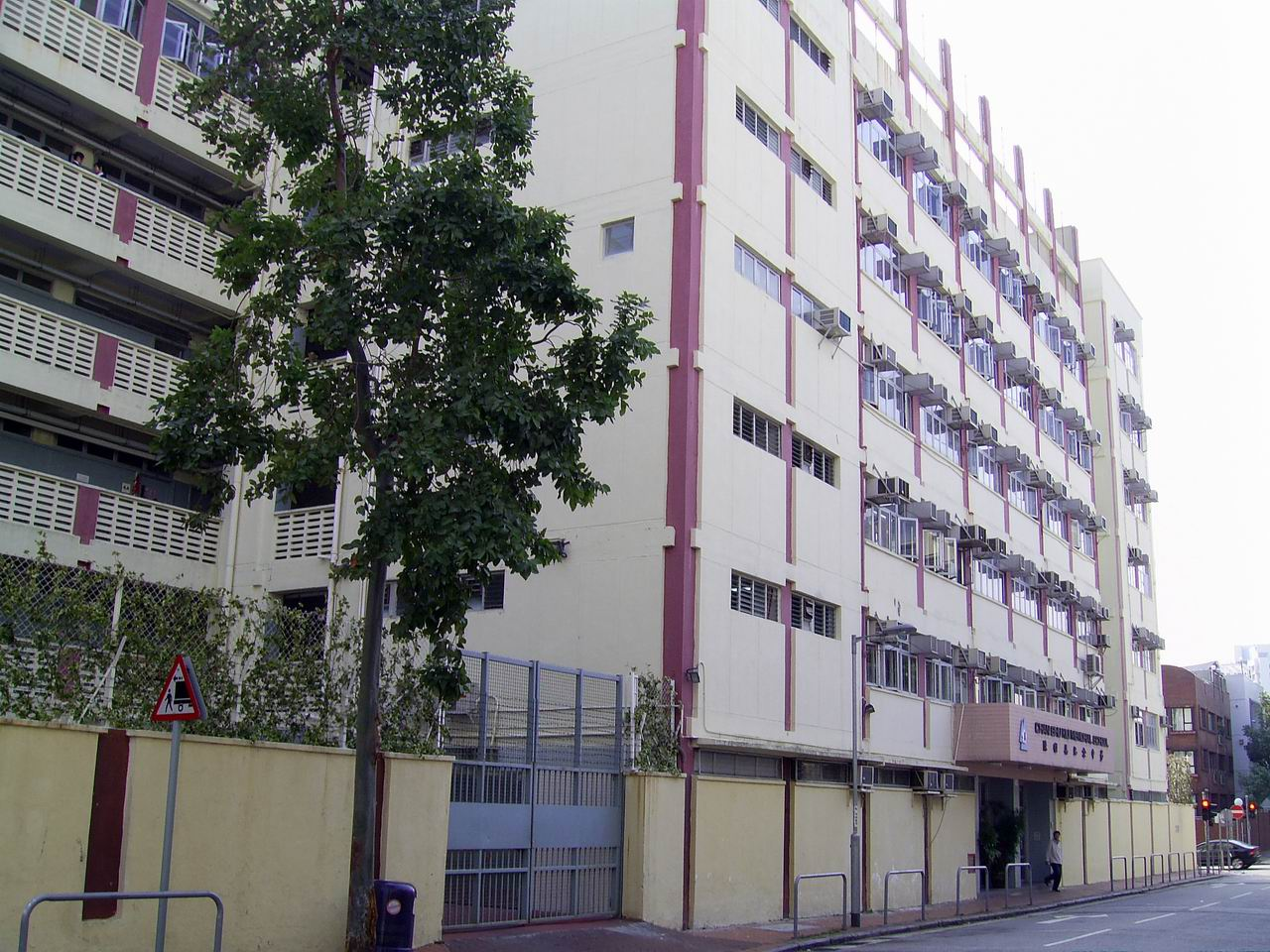
陳樹渠紀念中學舊校，現已改作國際學校

校方重視兩文三語，主要是母語教學。初中有分為2組粵語中文班，1組普通話班和2組英文班，以英語教育的英文班課程有：歷史、地理、音樂、視覺藝術、數學、綜合科學、資訊科技。近年增加大陸與香港的兩地教育和文化交流活動；設有普通話早會，個別早會（國慶）時間不唱校歌，改唱《義勇軍進行曲》。校方主要透過通識教育科向學生灌輸和滲入國教科。
該校校訓為「德、智、體、群、美」，則立德、崇智、強體、合群、求美五育精神，以「提供優質教育，照顧全人發展」為宗旨。

## 背景
陳樹渠紀念中學前身為1963年由周錫年創辦的博雅書院，1970年代校舍易手且於1972年至1973年更名為「深水埗香江中學」。1973至1974年學校再度易名為「香江博雅中學」，1974年由於接手辦學的陳樹渠逝世，校監陳麗玲於1975年把學校定名「陳樹渠紀念中學」。在1975年至1977年期間，該校先後以「大埔道陳樹渠紀念中學」，「深水埗陳樹渠紀念中學」作為校名，當時地址大埔道70號，其後才遷入又一村達之路10號校舍。陳樹渠紀念中學由創校至1990年代末一直都是一所私立中學，自1999年起，由過往私立學校營運模式，轉為直資模式至今。而早於1975年，校方已聘用校醫為校內師生提供保健服務。
2010年11月25日，該校被教育局指出現管治問題，財務管理問題。雖然陳樹渠家族成員參與管理學校，家族轄下公司於2019年4月初宣佈不再將校舍續租予該校，並擬於現校址開辦私立國際學校，導致該校需於2020年遷校，當年未定具體校址。及後，教育局批准學校暫時使用深水埗青山道101號前德貞女子中學校舍作臨時辦學之用。2020年9月，陳樹渠紀念中學校董會向教育局申請競投分別位於大上托安愉徑及觀塘宏照道的新建校舍，以爭取繼續辦學。惟該等校舍最後分別由筲箕灣東官立中學及滙基書院投得，因此此校將定於2025年暑假結束。

## 其他資料
1980年，陳樹渠紀念中學一名黃姓女生因成績不理想而輕生。1983年，該校一名李姓女學生被劫匪殺死，事件引發學校學生到港督府請願。1994年12月15日至1998年6月24日期間，該校收到來自香港政府的危險斜坡修葺令。2005年3月2日，該校37名學生前往香港科技園參觀，當中12人食物中毒。
後來於2000年代往後，陳樹渠紀念中學曾因多次社會或刑事事件而見報。2008年6月6日，一名中文科劉姓男教師，因疑在校內多用途活動室與一名會考文科班的曾姓女學生獨處，並疑發生爭議性行為而造成社會醜聞。《蘋果日報》當時以標題「教師與女生校園做愛 校方隱瞞停職了事」指該一宗疑師生戀個案，引指該對師生二人於校園內多次發生性行為。到了2013年8月30日，該校一名李姓學生偷取朋友家中財物合共逾廿三萬元。
2016年4月5日，該校的大門口遭人淋潑紅色油漆，警方列作刑事毀壞案調查。

## 校徽釋義
陳氏教育機構屬下各校共同採用同一的標誌，陳樹渠紀念中學校徽中的兩個三角形排列有遠近，象徵兩座山，代表為學、做人及做事皆要腳踏實地，寓意學問無止境，一山還有一山高。梅花圖案代表盛像梅花一樣耐寒耐冬，堅毅不屈；其5片花瓣則代表校訓「德、智、體、群、美」。而梅花之中的箭寓意學生奮勇上進，如箭在弦，蓄銳待發。整體上，整個校徽採用用藍、白、紅色，3種顏色均代表熱心博愛。

## 知名教師
- 徐嘉樂：香港體育評述員[註 1]
- 雷禮義：已故香港體育評述員（體育科主任）[註 1]
- 古天農：已故香港舞台劇演員和導演、電視及電台節目主持、中英劇團藝術總監（1979年至1983年；教授英文及經濟科）
- 何良懋：香港作家及前《星島日報》加拿大卑詩版總編輯

## 著名／傑出校友
演藝界
- 張達明：香港男藝人[31][32][33]（1984年中七）
- 麥長青：香港男藝人[32][31][註 2]（1987年中五）
- 張衛健：香港男藝人[32][31][33]（1982年中五，插班入讀中五）
- 邱淑貞：前香港女藝人[32][33][註 3]（1985年中五[34]）
- 周潤發：香港男演員（夜校）[32]
- 鄭則仕：香港男演員[33]（夜校）
- 何華超：香港男演員
- 王書麒：香港男演員
- 林泳淘（林冬冬）：前無綫電視女藝人（2007年中五）
- 陶嘉瑩：前香港女子組合Donut成員（2015年中六）[35]
- 陳漢娜（陳恩淇）：香港模特兒 、演員（2010年中五）
- 林敬剛：香港男演員[註 4]（1987年中四）
- 陳樹鵬：前香港有線電視球彩台主持人
- 梁建楓：小提琴家、香港管弦樂團第一副團長、香港純弦藝術總監、2002年香港十大傑出青年

政商界
.  黃宏泰，MH 前灣仔區議會主席
- 譚榮勳，MH：前大埔區議員（頌汀選區）
- 溫子衆：前黃大仙區議員（東頭選區）
- 黃守東：前亞洲電視公關及宣傳科高級經理兼公司發言人、新民黨灣仔區社區發展主任
- 林小明：寰宇國際集團主席兼執行董事

體育界
- 譚兆偉：香港足球運動員
- 鍾志樂：前香港龍舟代表隊成員 、香港龍舟代表隊總教練
- 車菊紅：已故前香港女子保齡球運動員[註 5]

其他界別
- 鍾偉民：香港及澳門專欄作家及詩人（夜校）
- 馬紀筠：網絡紅人、模特、地產界。